# Суперкубок Англії з футболу 1949
Суперкубок Англії з футболу 1949 — 27-й розіграш турніру. Матч відбувся 19 жовтня 1949 року між чемпіоном Англії «Портсмут» та володарем кубка країни «Вулвергемптон Вондерерз». Згідно з тогочасним регламентом після нічийного результату титул переможця поділил обидві команди.
| Володарі Суперкубка Англії 1949        |
| -------------------------------------- |
|                                        |
| «Портсмут» Перший титул                |
|                                        |
| «Вулвергемптон Вондерерз» Перший титул |

## Учасники
| Клуб                      | Участей | Роки (жирним виділено перемоги) |
| ------------------------- | ------- | ------------------------------- |
| «Портсмут»                | дебют   | дебют                           |
| «Вулвергемптон Вондерерз» | дебют   | дебют                           |

## Матч

### Деталі
| 19 жовтня 1949 |

| «Портсмут» | 1–1      | «Вулвергемптон Вондерерз» |
| ---------- | -------- | ------------------------- |
| Рід 30'    | Протокол | Хенкокс 65' (пен.)        |

| Хайбері, Лондон Глядачів: 35 140 |

| В                |  | Ернест Батлер   |
| З                |  | Біллі Гіндмарш  |
| З                |  | Гаррі Ферріер   |
| ПЗ               |  | Джиммі Скулар   |
| ПЗ               |  | Білл Томпсон    |
| ПЗ               |  | Джиммі Дікінсон |
| Н                |  | Пітер Гарріс    |
| Н                |  | Даггі Рід       |
| Н                |  | Айк Кларк       |
| Н                |  | Берт Барлоу     |
| Н                |  | Джек Флоггатт   |
| Головний тренер: |  |                 |
| Боб Джексон      |  |                 |

| В                |  | Денніс Парсонс   |
| З                |  | Лорі Келлі       |
| З                |  | Террі Спрінгторп |
| ПЗ               |  | Едді Расселл     |
| ПЗ               |  | Біллі Шортгауз   |
| ПЗ               |  | Біллі Крук       |
| Н                |  | Джонні Хенкокс   |
| Н                |  | Семмі Сміт       |
| Н                |  | Джесс Пай        |
| Н                |  | Джиммі Данн      |
| Н                |  | Джиммі Маллен    |
| Головний тренер: |  |                  |
| Стен Калліс      |  |                  |